# RESTART/FIND
『RESTART/FIND』（リスタート/ファインド）は、日本のロックバンド、シュノーケルの9枚目のシングル。2015年5月24日に福岡・DRUM SONで行われたワンマンライブ「シュノーケル復活ライブ"I'm OK!"」より販売が開始。その後12月16日に3rdアルバム『EYE』と同時発売という形で全国発売された。

## 解説
活動再開後初のシングルで、前作『ナツカゼ』から約6年10ヶ月ぶりのリリース。シュノーケル初の両A面シングルで、アルバム『EYE』の先行シングル。また、シュノーケルのシングル作品がインディーズレーベルから発売されたのは本作が初めてとなる。ジャケットのイラストは香葉村多望によるもの。
パッケージは、シュノーケルのシングル作品では初となる紙ジャケット仕様となっている。

## 収録曲
| 全作詞・作曲: 西村晋弥、全編曲: シュノーケル。 |             |          |            |      |
| #                                              | タイトル    | 作詞     | 作曲・編曲 | 時間 |
| 1.                                             | 「RESTART」 | 西村晋弥 | 西村晋弥   | 4:33 |
| 2.                                             | 「FIND」    | 西村晋弥 | 西村晋弥   | 3:57 |
| 合計時間:                                      | 合計時間:   | 8:30     |            |      |

## 曲の解説
1. RESTART
再始動への想いを歌った楽曲[2]。レコーディング風景がYouTubeで公開されている。
楽曲は西村による弾き語りを元に、香葉村と山田がそれぞれアレンジして作られている[3]。
歌詞について香葉村は、「また始めるぞという勢いと、書かなかったことを書くんだというふたつ意志が、以前の西村の延長戦にあってカッコいいなと思った」と語っている[4]。
3rdアルバム『EYE』にはアルバムバージョンで収録されており、シングルバージョンはアルバム未収録。
発売から2年後に日産プリンス金沢のCMソングに起用された[5]。
2. FIND
ミュージック・ビデオも制作されており、シングル発売と同じ年にブラジルで開催されたイベント出演時のライブ映像やオフショットで構成したロードムービー仕立てになっている[6]。このミュージック・ビデオは、YouTubeで公開されているほか、『EYE』タワーレコード購入特典DVD-R『SNOWKEL 〜VIAGEM AO BRAZIL〜』のエンドロールに収録されている。アルバム未収録。

## 参加ミュージシャン
- 西村晋弥：ボーカル、ギター
- 香葉村多望：ベース
- 山田雅人：ドラムス

## タイアップ
- 日産プリンス金沢CMソング（＃1）

## 収録アルバム
RESTART
- EYE（ALBUM VERSION）

## ライブ映像作品
RESTART
- popcorn labyrinth（特典DVD）

FIND
- popcorn labyrinth（特典DVD）